# 林添盛
林添盛（1934年1月14日—2010年11月1日），台灣廚師，著名總舖師，開啟台灣辦桌的風氣，是台菜料理的代表性人物。

## 生平
12歲時拜師學做菜，被人稱為「囝仔師」。精通傳統台菜，重視禮俗傳統，曾經辦過一場150萬台幣（不是一桌）的「天子宴」。
2010年11月，因大腸癌過世，享壽76歲。

## 代表作品
林添盛傳承了台灣傳統的十二生肖宴，以生肖標示出十二種不同用途的宴席，如下：
1. 鼠宴「天子宴」
2. 牛宴「齋醮宴」
3. 虎宴「普渡宴」
4. 兔宴「新居宴」
5. 龍宴「結婚宴」
6. 蛇宴「歸寧宴」
7. 馬宴「滿月宴」
8. 羊宴「生日宴」
9. 猴宴「祈福宴」
10. 雞宴「尾牙宴」
11. 狗宴「闔家宴」
12. 豬宴「來生宴」[1]

此外，他最具有代表性的菜色為，「酸菜鵝肉」（一般是用冬菜鵝肉）。

## 子女
林添盛有四位子女，長子林明章、次子林明燦、長女林明珠、么子林明亮。其子林明燦也是一位廚師。

## 弟子
林添盛弟子中，以四大弟子最負盛名。

## 外部連結
- 國寶總舖師 林添盛口述辦桌人生 （页面存档备份，存于）